# Es Canyeret
Es Canyaret és la cala de Llucalcari, en el terme municipal de Deià, a l'illa de Mallorca.
El seu talús està compost per roques enormes, còdols i grava. No és gaire gran, però hom s'hi pot banyar amb certa comoditat; no s'aconsella ancorar-hi embarcacions per temor de la tramuntana i la gran quantitat de roques emergents.
Al centre de la cala hi arriba, per una rústica canalització, una font d'aigua dolça que brolla no gaire lluny. Sol donar aigua tot l'any, de manera que a l'estiu proporciona aigua per beure als assedegats banyistes, així com la possibilitat de treure's la sal de la pell. La font brolla sobre argila amb què molts de visitants es fan banys de fang.
Només s'hi pot accedir a peu, ja sigui per un camí entre oliveres i garrovers que l'uneix amb Llucalcari com per un camí vora del mar des de Cala Deià. L'Hotel La Residencia hi té una petita plataforma per als seus clients, que a més hi poden accedir amb cotxe per una carretera privada. De qualsevol manera, l'accés immediat d'Es Canyeret és una mica dificultós, amb un pendent molt pronunciat. Això fa que l'afluència de banyistes, locals i turistes, sigui entre baixa i mitjana.
És normal que molts dels que acudeixen a aquesta cala practiquin el nudisme.